# Don Kho
Don Kho é uma pequena ilha e de um vilarejo situados no rio Mecom no país asiático do Laos, com uma população de aproximadamente 450 pessoas. Está situada a vários quilômetros a montante da cidade de Pakxe no sul do Laos. Os moradores dependem fortemente da pesca como fonte de subsistência. Grande parte do peixe é vendida e o dinheiro é usado para comprar outros produtos. A ilha também é coberta por campos de arroz que fornecem outra fonte de alimento para a população local. Administrativamente depende da província de Champasak. Não deve ser confundida com Don Khong outra ilha situada no mesmo rio mais a jusante.